# Kaplica Matki Bożej z Lourdes we Florianie
Kaplica Matki Bożej z Lourdes (malt. Il-kappella tal-Madonna ta’ Lourdes, ang. Chapel of the Madonna of Lourdes) – rzymskokatolicka kaplica znajdująca się we Florianie na Malcie, należy do parafii św. Publiusza w tym mieście.

## Historia
Historia tego miejsca zaczyna się w 1709, kiedy rycerz zakonu joannitów Filip Wolfgang von Guttenberg ufundował tam kapliczkę św. Marii Magdaleny. 23 lata po objawieniach w Lourdes, w 1881 posąg świętej został zastąpiony przez figurę Matki Bożej z Lourdes. Kapliczka miała formę wąskiej podłużnej niszy, w której znajdowały się figury Matki Bożej oraz klęczącej przed nią św. Bernadety. Od drogi oddzielało ją żelazne ogrodzenie.
W lipcu 1918 rozpoczęto budowę kaplicy, która istnieje do dziś. Jej architektem był Emmanuel Borg, zaś budowniczym Piju Ebejer z Balzan. 26 grudnia 1920 ukończona kaplica została pobłogosławiona przez biskupa Maurusa Caruanę. W przeciągu lat wielu dobroczyńców wykładało pieniądze na jej upiększenie.
W czasie II wojny światowej kaplica uległa uszkodzeniom z powodu wybuchu bomby przed jej frontem, i była zamknięta od 5 kwietnia 1942 roku. W sierpniu tego samego roku uszkodzenia zostały prowizorycznie naprawione. Po wojnie zbudowana została nowa latarnia na kopule według projektu Lwiġi Ebejera z Balzan, odnowiono też lekko zniszczoną posadzkę, lecz pełną obsługę wiernych kaplica rozpoczęła 19 maja 1946 roku, wraz z powrotem do niej figury Niepokalanej.

## Architektura

### Wygląd zewnętrzny
Kaplica ma kształt kwadratu, dominuje nad nią kopuła z latarnią wsparta na ośmiokątnym bębnie z ośmioma oknami, z których cztery są zamurowane. Na latarni do II wojny światowej znajdował się posąg anioła z otwartymi skrzydłami. Szeroki gzyms, podtrzymywany przez szereg wsporników obiega cały budynek. Półokrągłe drzwi oflankowane są dwoma parami korynckich kolumn, na których wspiera się łuk zawierający słowa „Ave Maria Gratia Plena, Ora Pro Nobis Peccatoribus”. Po bokach wejścia znajdują się dwie marmurowe tablice pamiątkowe.

### Wnętrze
Wnętrze kaplicy, zbudowane w stylu rzymskim ma okrągły plan o średnicy około 12 stóp (ok. 3,65 m), jest jak mała rotunda, z ośmioma kolumnami w stylu kompozytowym podtrzymującymi belkowanie, którą wieńczy półkulista kopuła z ośmioma żebrami i latarnią. Pomiędzy kolumnami znajduje się dwoje drzwi, 2 okna i 2 wnęki z figurami Serca Jezusa i św. Józefa.
Naprzeciw wejścia znajduje się grota z figurami Matki Bożej z Lourdes i klęczącą przed nią św. Bernadetą. Przed II wojną światową znajdował się tam marmurowy ołtarz z dwoma dużymi figurami aniołów po bokach, który został poświęcony 9 lutego 1923 roku przez biskupa Maurusa Caruanę i zamknięty marmurową bramą. Fundatorem zarówno ołtarza, jak i tabernakulum ze srebrzonego marmuru był Franġisk Saverju Galea, przedsiębiorca z Qormi. Dziś w kaplicy znajduje się kolejny ołtarz, który został tam umieszczony 11 lutego 1980 roku.
Z czasem kaplicę zaczęto wyposażać w nowe dzieła. Bazy kolumn zostały pokryte czarnym marmurem, za które zapłacił Salvu Tabone. Ich kapitele były złocone. Obrazy w części nad bębnem – we wnętrzu kopuły, zostały namalowane w 1923 roku przez Ramiro Calì. Obrazy te zostały wykonane na koszt Antona Cassara Torreggianiego O.B.E. W roku 1929 kontynuowano dalsze prace malarskie, a część pod kopułą i dwa anioły nad drzwiami wykonał malarz Ġuzeppi Briffa. W latach 1992–1993 malarstwo z kopuły zostało usunięte i umieszczone w zakrystii kaplicy, a malarz Alfred Briffa namalował na fryzie pod kopułą sceny przedstawiające Zwiastowanie i Narodziny Chrystusa, zaś w kopule obrazy Niepokalane Poczęcie, Proklamacja dogmatu o Niepokalanym Poczęciu w 1854 roku, Sanktuarium w Lourdes i Św. Bernadeta Soubirous.

### Kaplica współcześnie
W roku 2007 kaplica została odmalowana. W 2008 zaś powtórnie położono złocenia.
W dniu 17 stycznia 2016 roku Kościół maltański zaoferował kaplicę imigrantom z Erytrei i Etiopii, aby mogli się w nim modlić. Korzystanie ze świątyni przez imigrantów ma być koordynowane przez mnichów kapucynów i Komisję Emigracyjną Kościoła Maltańskiego. W weekendy odbywają się w kaplicy liczne ceremonie ślubne.

## Ochrona dziedzictwa kulturowego
Kościół został wpisany 27 sierpnia 2012 na listę National Inventory of the Cultural Property of the Maltese Islands pod numerem 00501.